# Virgin Tour
Il Virgin Tour è stato il primo tour della cantante statunitense Madonna, a supporto dei suoi primi due album in studio Madonna (1983) e Like a Virgin (1984). Toccò le principali città del Nord America, riscuotendo un enorme successo. Lo spettacolo fu seguito da oltre 200 000 persone.

## Sinossi
Gli artisti di apertura dello show sono i Beastie Boys che suonano un set di sei canzoni, al termine del quale inizia poi lo spettacolo di Madonna con un filmato introduttivo, composto da diverse clip tratte dai video musicali della cantante. Quando il filmato finisce, l'artista appare in scena per eseguire il primo numero, Dress You Up. Successivamente, Madonna viene raggiunta dai suoi ballerini per eseguire Holiday; seguono poi Into the Groove e Everybody. L'atmosfera si calma infine con Angel.
Un piccolo interludio strumentale consente a Madonna di cambiarsi d'abito, tornando in scena con un outfit più dark e rock per eseguire l'energica Gambler. In alcune date, la canzone veniva eseguita su un'impalcatura. Vengono poi performate Borderline, Lucky Star e Crazy for You, durante la quale Madonna si avvicina al pubblico per toccargli le mani. Successivamente, vengono cantate Over and Over e Burning Up che concludono il secondo atto.
Nell'ultimo segmento del concerto, Madonna torna in scena vestita da sposa per Like a Virgin. Ad un certo punto della canzone esclama: "Volete sposarmi?": e lancia il suo bouquet sul pubblico. Sempre durante quest'esibizione, Madonna fonde il beat di Like a Virgin con quello di Billie Jean di Michael Jackson, cantandone una breve strofa. Dopo un breve video-interludio, chiude lo spettacolo Material Girl.

## Realizzazione
La realizzazione dello spettacolo fu piuttosto semplice, senza molta tecnologia né effetti speciali, come invece avvenne nei tour successivi. La scenografia di Ian Knight era composta solo da una radio, qualche decorazione floreale e centinaia di palloncini bianchi e rosa con la scritta Dreams come true.

## Registrazione
Lo spettacolo del 25 maggio 1985 a Detroit, città natale di Madonna, venne registrato professionalmente per essere poi pubblicato come "Madonna Live: The Virgin Tour". Sebbene eseguite dal vivo, il filmato non include le performance di Angel, Borderline e Burning Up. All'inizio del video, Madonna introduce il concerto parlando del suo sogno di diventare una star acclamata, una ballerina e una cantante, e di come quel sogno si stia realizzando. Sempre durante questo concerto, Madonna fece un ringraziamento speciale a suo padre Silvio Ciccone e lo invitò a raggiungerla sul palco al termine dell'esibizione di Material Girl. 

## Successo

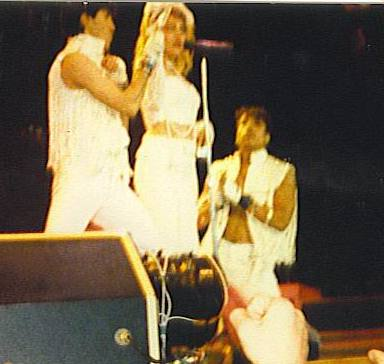
Madonna durante Material Girl

Il Virgin Tour infranse ogni precedente record: i quasi 18.000 biglietti per i due concerti al Radio City Music Hall di New York furono venduti in appena 34 minuti. E fu così anche in tutte le altre tappe dello show: a San Francisco le T-shirt ufficiali del tour venivano vendute alla media di una ogni 6 secondi.
Il tour iniziò il 10 aprile 1985 e terminò il 13 giugno 1985. In questo periodo Madonna sfoggiò un look che spaziò tra lo stile rock e il punk, ed esplose negli Stati Uniti la Madonnamania: milioni di ragazze imitarono il look stravagante e gli atteggiamenti maliziosi e provocanti della star.
La critica non fu clemente con Madonna: veniva criticata per il suo look, per la sua voce, per il suo repertorio. Paul Grein, corrispondente per il magazine Billboard, scrisse: "La sua immagine ha completamente oscurato la sua musica... Madonna sarà fuori dalle scene in appena sei mesi". La previsione fu totalmente errata vista la lunga carriera che Madonna ebbe in seguito.

## Scaletta
1. Dress You Up
2. Holiday
3. Into the Groove
4. Everybody
5. Angel
6. Gambler
7. Borderline
8. Lucky Star
9. Crazy for You
10. Over and Over
11. Burning Up
12. Like a Virgin (contiene elementi di Billie Jean)
13. Material Girl

## Date
| Data           | Città         | Paese       | Luogo                                     | Artisti d'apertura | Biglietti venduti / Biglietti disponibili | Incasso    |
| -------------- | ------------- | ----------- | ----------------------------------------- | ------------------ | ----------------------------------------- | ---------- |
| Nord America   |               |             |                                           |                    |                                           |            |
| 10 aprile 1985 | Seattle       | Stati Uniti | Paramount Theatre                         | Beastie Boys       | 8,934 / 8,934 (100%)                      | N.C.       |
| 12 aprile 1985 | Seattle       | Stati Uniti | Paramount Theatre                         | Beastie Boys       | 8,934 / 8,934 (100%)                      | N.C.       |
| 13 aprile 1985 | Seattle       | Stati Uniti | Paramount Theatre                         | Beastie Boys       | 8,934 / 8,934 (100%)                      | N.C.       |
| 15 aprile 1985 | Portland      | Stati Uniti | Arlene Schnitzer Concert Hall             | Beastie Boys       | N.C.                                      | N.C.       |
| 16 aprile 1985 | Portland      | Stati Uniti | Arlene Schnitzer Concert Hall             | Beastie Boys       | N.C.                                      | N.C.       |
| 19 aprile 1985 | San Diego     | Stati Uniti | Open Air Theater                          | Beastie Boys       | 8,696 / 8,696 (100%)                      | $124,773   |
| 20 aprile 1985 | San Diego     | Stati Uniti | Open Air Theater                          | Beastie Boys       | 8,696 / 8,696 (100%)                      | $124,773   |
| 21 aprile 1985 | Costa Mesa    | Stati Uniti | Pacific Amphitheater                      | Beastie Boys       | 18,765 / 18,765 (100%)                    | $297,473   |
| 23 aprile 1985 | San Francisco | Stati Uniti | San Francisco Civic Auditorium            | Beastie Boys       | 8,500 / 8,500 (100%)                      | $127,500   |
| 26 aprile 1985 | Los Angeles   | Stati Uniti | Universal Amphitheater                    | Beastie Boys       | N.C.                                      | N.C.       |
| 27 aprile 1985 | Los Angeles   | Stati Uniti | Universal Amphitheater                    | Beastie Boys       | N.C.                                      | N.C.       |
| 28 aprile 1985 | Los Angeles   | Stati Uniti | Universal Amphitheater                    | Beastie Boys       | N.C.                                      | N.C.       |
| 30 aprile 1985 | Tempe         | Stati Uniti | ASU Activity Center                       | Beastie Boys       | 10,013 / 10,013 (100%)                    | $133,427   |
| 3 maggio 1985  | Dallas        | Stati Uniti | Convention Center                         | Beastie Boys       | 8,717 / 8,717 (100%)                      | $130,735   |
| 4 maggio 1985  | Houston       | Stati Uniti | Hofheinz Pavilion                         | Beastie Boys       | 7,300 / 7,300 (100%)                      | $101,880   |
| 5 maggio 1985  | Austin        | Stati Uniti | Frank Irwin Center                        | Beastie Boys       | 14,639 / 14,639 (100%)                    | $208,005   |
| 7 maggio 1985  | New Orleans   | Stati Uniti | Lakefront Arena                           | Beastie Boys       | N.C.                                      | N.C.       |
| 9 maggio 1985  | Tampa         | Stati Uniti | USF Sun Dome                              | Beastie Boys       | 8,400 / 8,400 (100%)                      | $125,415   |
| 10 maggio 1985 | Orlando       | Stati Uniti | Orange County Convention and Civic Center | Beastie Boys       | 10,596 / 10,596 (100%)                    | $154,275   |
| 11 maggio 1985 | Miami         | Stati Uniti | Hollywood Sportatorium                    | Beastie Boys       | N.C.                                      | N.C.       |
| 14 maggio 1985 | Atlanta       | Stati Uniti | The Omni                                  | Beastie Boys       | 14,843 / 14,843 (100%)                    | $215,760   |
| 16 maggio 1985 | Cleveland     | Stati Uniti | Public Hall                               | Beastie Boys       | N.C.                                      | N.C.       |
| 17 maggio 1985 | Lexington     | Stati Uniti | Cincinnati Gardens                        | Beastie Boys       | 9,941 / 9,941 (100%)                      | N.C.       |
| 18 maggio 1985 | Chicago       | Stati Uniti | The Pavilion                              | Beastie Boys       | N.C.                                      | N.C.       |
| 20 maggio 1985 | Chicago       | Stati Uniti | The Pavilion                              | Beastie Boys       | N.C.                                      | N.C.       |
| 21 maggio 1985 | Saint Paul    | Stati Uniti | Civic Center                              | Beastie Boys       | 16,799 / 16,799 (100%)                    | N.C.       |
| 23 maggio 1985 | Toronto       | Canada      | Maple Leaf Gardens                        | Beastie Boys       | 16,000 / 16,000 (100%)                    | $238,264   |
| 25 maggio 1985 | Detroit       | Stati Uniti | Cobo Hall                                 | Beastie Boys       | 24,382 / 24,382 (100%)                    | $332,780   |
| 26 maggio 1985 | Detroit       | Stati Uniti | Cobo Hall                                 | Beastie Boys       | 24,382 / 24,382 (100%)                    | $332,780   |
| 28 maggio 1985 | Pittsburgh    | Stati Uniti | Civic Center                              | Beastie Boys       | 15,600 / 15,600 (100%)                    | $219,210   |
| 29 maggio 1985 | Filadelfia    | Stati Uniti | The Spectrum                              | Beastie Boys       | 15,543 / 15,543 (100%)                    | $207,547   |
| 30 maggio 1985 | Hampton       | Stati Uniti | The Colisseum                             | Beastie Boys       | N.C.                                      | N.C.       |
| 1º giugno 1985 | Columbia      | Stati Uniti | Maryweather Post                          | Beastie Boys       | N.C.                                      | N.C.       |
| 2 giugno 1985  | Worcester     | Stati Uniti | The Centrum                               | Beastie Boys       | 11,981 / 11,981 (100%)                    | $177,515   |
| 3 giugno 1985  | New Haven     | Stati Uniti | New Haven Coliseum                        | Beastie Boys       | 10,190 / 10,190 (100%)                    | $153,856   |
| 6 giugno 1985  | New York      | Stati Uniti | Radio City Music Hall                     | Beastie Boys       | 17,538 / 17,538 (100%)                    | $294,050   |
| 7 giugno 1985  | New York      | Stati Uniti | Radio City Music Hall                     | Beastie Boys       | 17,538 / 17,538 (100%)                    | $294,050   |
| 8 giugno 1985  | New York      | Stati Uniti | Radio City Music Hall                     | Beastie Boys       | 17,538 / 17,538 (100%)                    | $294,050   |
| 10 giugno 1985 | New York      | Stati Uniti | Madison Square Garden                     | Beastie Boys       | N.C.                                      | N.C.       |
| 11 giugno 1985 | New York      | Stati Uniti | Madison Square Garden                     |                    | N.C.                                      | N.C.       |
| TOTALE         | TOTALE        | TOTALE      | TOTALE                                    | TOTALE             | 207,064 / 207,064 (100%)                  | $3,034,460 |

## Personale
- Tastiere: Patrick Leonard, Billy Mayers
- Batteria: Jonathan P. Moffet
- Basso: Bill Lanphier
- Chitarra: James Harrah, Paul Pesco
- Ballerini: Lyndon B. Johnson, Mykal Perea
- Produttore Esecutivo: Freddy DeMann
- Produttore: Simon Fields
- Regia: Daniel Kleinman
- Montaggio: Mitchell Sinoway
- Coreografie: Brad Jeffries
- Ispettore di Produzione: Tim Clawson
- Direttore della Fotografia: Jerry Watson
- Costumi: Marlene Stewart
- Tour Manager: Eric Barret
- Manager: Freddy DeMann
- Scenografia: Ian Knight, Source Point Design
- Assistenti di Madonna: Christopher Ciccone
- Artista di supporto: Beastie Boys

## I numeri
63 giorni di durata del tour (dal 12 aprile al 13 giugno 1985)
40 rappresentazioni dello spettacolo
29 città toccate dal tour (tutte negli Stati Uniti, più una in Canada)
70 minuti di durata dello show
13 brani eseguiti durante lo show
2 ballerini/coristi sul palco insieme a Madonna
207.064 spettatori
3.034.460 dollari incassati